# 朱莉·厄特尔
朱莉·厄特尔（英語：Julie Ertel，1972年12月27日—），旧姓斯威尔（Swail），美国女子铁人三项、水球运动员。她曾代表美国参加2000年和2008年夏季奥林匹克运动会，其中2000年奥运会获得一枚银牌。